# Давтян, Геворг Оганесович
Гево́рг Огане́сович Давтя́н (арм. Գեւորգ Դավթյան; род. 4 января 1983 года в Ленинакане, Армянская ССР) — армянский тяжелоатлет, многократный чемпион Армении, двукратный чемпион Европы (2006, 2007), призёр чемпионата мира (2007) и Олимпийских игр (2008). Лучший спортсмен Армении 2007 года. Заслуженный мастер спорта Армении (2009).

## Биография
Геворг Давтян начал заниматься тяжёлой атлетикой в 1994 году под руководством заслуженного тренера Армении Вагана Бичахчяна. Уже через четыре года он стал победителем юношеского чемпионата Европы, а через год повторил этот успех. В 2001 году он завоевал золотую медаль юниорского чемпионата мира. После этого стал выступать во взрослых соревнованиях. В 2003 году на чемпионате мира в Ванкувере занял второе место, но наряду с ещё одиннадцатью атлетами был дисквалифицирован за применение допинга.
Вернувшись на помост после двухлетней дисквалификации, в 2006 и 2007 годах становился чемпионом Европы. В 2007 году на чемпионате мира в Чианг-Мае выиграл серебряную медаль. На Олимпийских играх в Пекине (2008), был одним из главных претендентов на победу в весовой категории до 77 кг, но смог завоевать только бронзовую медаль.
В последующие годы из-за преследовавших его хронических травм не мог полноценно тренироваться и выступать. В 2010 году на чемпионате мира в Анталье не реализовал ни одной попытки в рывке и в дальнейшем перестал привлекаться в состав сборной Армении.
После завершения спортивной карьеры занялся тренерской деятельностью, в феврале 2017 года был включён в число тренеров юношеской сборной Армении, в 2018 году его ученик Карен Маркарян стал чемпионом юношеских Олимпийских игр в Буэнос-Айресе.